# Циглер, Михаил Карлович
Михаил Карлович Циглер — учёный-металлург, разработавший современную технологию получения коленчатого булата, профессор Варшавского и Петербургского политехнических институтов, один из основателей Московской горной академии.

## Биография
Родился в семье обрусевших немцев. В книге «Воспоминания об академике М. А. Леонтовиче» утверждается, что М. К. Циглер является сыном известного петербургского архитектора, придворного архитектора великого князя Михаила Николаевича, Карла Карловича Циглера фон Шафгаузена, и, соответственно, братом известного путейца, директора Департамента железнодорожных дел Эмилия Карловича Циглера фон Шафгаузена. Несколько смущает только обстоятельство, что в 1893 г. приказом Александра III для Карла Карловича Циглера и его потомства была восстановлена прежняя родовая фамилия «Циглер фон Шафгаузен», а Михаил Карлович во всех известных источниках именуется просто Циглером, без «фон Шафгаузен».
Окончил Харьковский технологический институт (1891), получил специальность инженера-технолога. По окончании института работал фабричным инспектором Харьковской губернии (1893). С 1996 по 1904 год — лаборант при механической лаборатории, преподаватель курса лекций по металлургии ХТИ. Занимался, совместно с профессором Ле-Шателье из Парижа, исследованием по теме «О влиянии серы на сталь и чугун» (1903). Член Южнорусского общества технологов (1896).
К сожалению, в ХТИ не было возможности повышать квалификацию, так как не было кафедры по металлургии. Поэтому должность адъюнкт-профессора, а тем более профессора, по металлургии получить в Харькове было невозможно. В силу этого обстоятельства с 1 июля 1904 г. М. К. Циглер перевелся в Варшавский политехнический институт, в котором была кафедра металлургии. С 1905 года — он преподаватель, а с 1907 г. — профессор металлургии Варшавского политехнического института. Был членом Совета института.
Участник Первого Менделеевского съезда (1907). В 1911 году М. К. Циглеру удалось получить один из видов булата — коленчатый булат, о чём он написал работу «Ueber Damast» («О булатах»), опубликованную в журнале «Metallurgie» в 1911 году. В статье утверждалось, что получение булата было проделано учёным с целью доказать, что методика Павла Петровича Аносова, при её тщательном выполнении, позволяет получить эту самую известную сталь любому металлургу. В 1916 г. М. К. Циглер — статский советник.
Находясь с институтом в эвакуации в Нижнем Новгороде, активно поддержал идею Д. Н. Артемьева и Н. М. Федоровского о создании Московской горной академии. Как писал Н. М. Федоровский в журнале «Красный горняк» в 1924 году:
«Самая мысль о создании в Москве высшего горного учебного заведения зародилась ещё в 1916 году у меня и проф. Артемьева в бытность нашу в Нижнем-Новгороде. В это время быв[ший] Варшавский Политехникум с Горным Отделением был переведен в Нижний-Новгород. […] Мы подняли большую кампанию за перевод Горного Отделения в Москву. К нам присоединились проф. М. К. Циглер и преподаватель [Г. В.] Ключанский». Тогда эта идея не получила поддержки, но к ней вернулись после падения самодержавия.
Действительно, 4 сентября 1918 г. был подписан «Декрет Совета Народных комиссаров об учреждении Московской горной академии». 14 октября Наркомпрос утвердил состав Организационной Комиссии по устройству Московской Горной Академии (МГА). В состав Комиссии вошли Д. Н. Артемьев (председатель) и члены М. К. Циглер, Н. М. Федоровский, Г. В. Ключанский и Я. Я. Энслен.
17 октября 1918 г. был назначен заведующим сразу тремя кафедрами Московской горной академии — Металлография, Общая металлургия и Общий курс металлургии железа. В 1918 г. — заведующий отделом металлографии Института физико-химического исследования твердого вещества. В 1919 г. — один из двух руководителей (наряду с проф. М. А. Павловым) института металлургии МГА.
Однако в начале 1920-х гг. переехал из Москвы в Петербург, профессор Петербургского политехнического института. В 1921 году активно работал с эрмитажной коллекцией булатных клинков.
Скончался в 1920-х годах, точная дата смерти не выявлена.

## Избранные труды
- Шиллинг М. М. Торфяной кокс и бурый торфяной уголь : Новый способ коксования торфа по системе инж.-химика М. Циглера / М. М. Шиллинг. — Санкт-Петербург : Г. В. Гольстен, 1901.
- Циглер М. К. Исследование сплавов железа с серой и явления краснолома стали. Ч. 3, Сплавы от сернистого железа до железа, содержащего следы серы / М. Циглер. — Варшава : тип. АО С. Оргельбранда с-ей, 1908.
- Циглер М. К. Исследование сплавов железа с серой и явления краснолома стали : [Ч. 1, 2 и 4] / М. Циглер. — Варшава : тип. АО С. Оргельбранда с-вей, 1912.
- М. К. Циглер. Железо и его производство по книге М. В. Ломоносова: «Первые основания металлургии или рудных дел». 1763. — в книге Амалицкий В. П. Значение трудов Ломоносова по минералогии, геологии, металлургии и горному искусству / В. Амалицкий; С прил. ст. проф. В. Лучицкого (по минералогии), М. Цыглера и В. Мостовича (по металлургии) и Д. Фроста (по горн. искусству). — Варшава : тип. Варш. учеб. окр., 1912.